# La Valla-sur-Rochefort
La Valla-sur-Rochefort är en kommun i departementet Loire i regionen Auvergne-Rhône-Alpes i centrala Frankrike. Kommunen ligger i kantonen Noirétable som tillhör arrondissementet Montbrison. År 2022 hade La Valla-sur-Rochefort 103 invånare.

## Befolkningsutveckling
Antalet invånare i kommunen La Valla-sur-Rochefort
| Referens: INSEE |